# Florian Dombois
Pour les articles homonymes, voir Dombois.
 (décembre 2024).
Si vous disposez d'ouvrages ou d'articles de référence ou si vous connaissez des sites web de qualité traitant du thème abordé ici, merci de compléter l'article en donnant les références utiles à sa vérifiabilité et en les liant à la section « Notes et références ».
En pratique : Quelles sources sont attendues ? Comment ajouter mes sources ?
Florian Dombois (né le 19 décembre 1966 à Berlin) est un artiste allemand. Il propose en jouant avec les formes du sol, les instabilités, les séismes des fictions techniques et scientifiques.

## Biographie
Florian Dombois étudie la géophysique et la philosophie à Berlin et à Kiel ainsi qu'à Hawaï. Il est diplômé en géophysique théorique et obtient un doctorat à l'université Humboldt de Berlin auprès de Hartmut Böhme. Depuis 1994, il travaille dans divers projets de représentation des phénomènes sismiques dans le contexte de l'art, entre autres, à l'Académie des Arts de Berlin. Ses œuvres comprennent des installations sonores et spatiales, ainsi que des happenings et des performances. De 1999 à 2005, il est assistant à la recherche à la Fraunhofer-Institut für Intelligente Analyse- und Informationssysteme.
En 2003, Dombois obtient un poste de professeur à la Haute école des arts de Berne, où il participe à la création du Y Institut. Depuis l'automne 2011, il dirige à la Haute École d'art de Zurich un département interdisciplinaire.